# Collinsville, Illinois
Collinsville är en stad (city) i Madison County, och  St. Clair County, i delstaten Illinois, USA. Enligt United States Census Bureau har staden en folkmängd på 25 513 invånare (2011) och en landarea på 38 km².